# Anchonastus caudatus
Espèce
Anchonastus caudatus est une espèce d'araignées aranéomorphes de la famille des Sparassidae.

## Distribution
Cette espèce est endémique du Cameroun.

## Description
Le mâle holotype mesure 18 mm.

## Publication originale
- Simon, 1898 : Histoire naturelle des araignées. Paris, vol. 2, p. 193-380 (texte intégral).